# Eltengraben
Der Eltengraben ist ein knapp anderthalb Kilometer langer rechter und nördlicher Zufluss des Mains im unterfränkischen Landkreis Haßberge.

## Geographie

### Verlauf
Der Eltengraben entspringt im Haßfurter Maintal auf einer Höhe von etwa 270 m ü. NN in der Flur Lange Beuth zwischen dem Haßfurter Stadtteil Wülflingen und dem Ortsteil Obertheres der Gemeinde Theres im Südzipfel eines Laubwaldes direkt an der Gemeindegrenze.
Er fließt zunächst entlang der Gemeindegrenze gut zweihundert Meter in fast südlicher Richtung durch den Wald, betritt dann die offene Flur und läuft danach weiterhin entlang der Grenze etwa einen halben Kilometer südsüdostwärts durch eine landwirtschaftlich genutzte Zone, begleitet von erst spärlichem, dann immer dichter werdendem Gehölz.
Er unterquert nun die B 26 und anschließend die Gleisanlagen der Bahnstrecke Bamberg–Rottendorf, knickt dann fast rechtwinklig nach rechts ab, zieht danach parallel zu den Bahngleisen ungefähr fünfhundert Meter westsüdwestwärts durch Felder und Wiesen und mündet schließlich östlich von Obertheres auf einer Höhe von 216 m ü. NN von rechts in ein Becken des Mains.